# Snak
Snak – klient IRC przeznaczony dla systemu operacyjnego OS X. Został napisany przez Kenta Sorensena. Snak obsługuje nielimitowaną liczbę połączeń z serwerami i kanałami, prywatne rozmowy, jak również pełne wsparcie DCC dla transferu plików i rozmów.